# 코보 (기업)
라쿠텐 코보(Rakuten Kobo Inc.) 또는 간단히 코보(Kobo)는 전자책, 오디오북, 전자책 단말기를 판매하고 이전에는 태블릿 컴퓨터를 판매했던 캐나다 기업이다. 캐나다 온타리오주 토론토에 본사를 두고 있으며, 일본의 전자 상거래 대기업인 라쿠텐의 자회사이다. Kobo라는 이름은 book의 어구전철이다.

## 역사
Kobo는 2009년 2월 캐나다 서점 체인 인디고 북스 앤 뮤직이 출시한 클라우드 전자책 서비스인 Shortcovers로 시작했다. 2009년 12월, 인디고는 이 서비스의 이름을 Kobo로 바꾸고 독립 회사로 분사시켰다. 인디고는 여전히 대주주로 남아있었고, 보더스 그룹, 청쿵그룹, REDgroup Retail 등의 투자자들이 소수 지분을 인수했다. 2010년 3월년 기준, 인디고 북스 & 뮤직은 Kobo Inc.의 58%를 소유했다. 라쿠텐은 2012년 1월 이 소유주들로부터 회사를 인수했다. 2016년 5월 23일, 워터스톤스는 전자책 사업을 Rakuten Kobo Inc.에 매각했다고 발표했으며, 2016년 6월 14일부터 사용자들은 Kobo의 전자책 사이트를 통해 전자책에 접근해야 했다.
코로나 범유행 기간 동안, Kobo는 정부, 출판사, 소매 파트너들과 협력하여 "Stay Home and Read" 프로그램을 통해 2천만 권 이상의 무료 도서를 제공했다. 이 회사는 범유행 기간 동안 연애 소설과 미스터리 소설이 계속해서 베스트셀러였으며, 어린이와 청소년을 위한 도서가 증가했다고 보고했다.

## 제품

### 전자책 단말기
Kobo는 전자종이 화면을 가진 여러 전자책 단말기를 생산한다. 첫 Kobo eReader는 2010년에 출시되었다. 제품 라인업은 기본 모델 Kobo Touch, 더 작은 Kobo Mini, 그리고 조명 화면이 있는 Kobo Glo로 구성되었다. 고급형으로는 Kobo Aura; 더 높은 해상도 화면이 추가된 Kobo Aura HD, 방수 Kobo Aura H2O; 그리고 물리 버튼과 방향 선택 기능이 추가된 방수 Kobo Forma가 있었다. 2018년에는 Kobo Clara HD를 또 다른 6인치 옵션으로 출시했다(Aura Edition 2가 첫 번째).
2019년에는 Kobo Libra H2O가 출시되었다. Kobo는 호텔 비우 밀라노와 제휴하여 독자 숙박 프로그램을 만들었으며, 한 달 동안 Kobo Libra H2O가 호텔 객실에 비치되어 손님들이 사용할 수 있도록 했다. 2020년에는 단종된 Kobo Aura를 대체하는 엔트리급 전자책 단말기 Kobo Nia를 출시했다. 2021년에는 Kobo Elipsa를 출시했는데, 이는 사용자가 화면에 필기할 수 있는 전자책 단말기이자 스마트 노트북이다.
이 전자책 단말기들은 아마존 킨들 및 반스 & 노블 눅 제품 라인과 경쟁한다.
Kobo의 전자책 단말기는 와이파이를 사용하여 사용자의 도서 컬렉션과 책갈피를 Kobo의 클라우드 서비스와 동기화한다. 이 서비스는 윈도우 및 macOS 컴퓨터, 안드로이드 및 iOS 스마트폰용 Kobo 전자책 앱에서도 접속할 수 있다.

### 태블릿
코보는 2012년에 출시하고 2013년에 새로고침한 안드로이드 태블릿인 Kobo Arc 제품군을 생산했다. 이전에는 2011년에 출시된 7인치 안드로이드 태블릿인 Kobo Vox를 판매했다. 2014년에 코보는 Arc 태블릿을 단종하고 다른 태블릿은 개발하지 않았다.

### 응용 프로그램
코보는 윈도우 및 MacOS 컴퓨터, 안드로이드 및 iOS 스마트폰을 위한 무료 독서 응용 프로그램을 제공한다. 2015년 6월, 코보는 구글 플레이 스토어에서 최상위 개발자 배지를 받았다. 2017년, 코보는 개인 서재를 정리하는 앱인 Shelfie를 인수했다.

### Kobo Plus 구독 서비스
Kobo Plus는 회사의 무제한 오디오북 및 전자책 구독 서비스이다. 이 서비스는 2017년 네덜란드와 벨기에에서 처음 출시되었고, 2020년에는 캐나다로 확장되었다. 2021년, Kobo는 포르투갈 출판 그룹 LeYa와 계약을 맺고 Kobo Plus e_LeYa를 출시하여 포르투갈에서 독점 콘텐츠를 제공했다.
2021년 5월 기준으로 Kobo Plus는 599,000권의 전자책과 94,000권의 오디오북을 제공했다. 도서는 여러 언어로 제공된다. 독자들은 전자책만 구독하거나, 오디오북을 포함하는 Kobo Plus Listening 서비스로 확장할 수 있다.

### 스토어 및 출판
코보의 서점은 2009년에 문을 열었다. 코보 서점에서 판매되는 콘텐츠는 전자책, 오디오북, 신문, 잡지 등이다. 대부분의 제목은 디지털 권리 관리가 되어 있지만, 개방형 EPUB 형식으로 판매된다.
여러 디지털 서점이 문을 닫고 사용자들을 코보의 서점으로 이전했다. 여기에는 폐업한 보더스 그룹 및 소니 리더 스토어가 포함된다. 둘 다 사용자가 구매 내역 및 정보를 코보 서비스로 이전할 수 있는 도구를 제공했다.
2012년 7월 17일, Kobo는 Kobo Writing Life (KWL)라는 자비출판 플랫폼을 출시했다. Kobo Writing Life의 주요 기능으로는 작가가 실시간으로 판매를 추적할 수 있는 "심층 분석"; 디지털 출판 초보자를 안내하는 "학습 센터"; 그리고 작가가 전 세계적으로 책을 판매할 수 있도록 하는 기능 등이 있다.
2019년에 KWL은 오디오북 자비출판 기회를 제공하기 시작했다.

### 신진 작가상
코보 신진 작가상(Kobo Emerging Writer Prize)은 캐나다의 신인 작가 세 명에게 각각 10,000 캐나다 달러를 수여한다. 이 상은 문학 소설, 비문학, 장르 소설의 세 가지 부문으로 수여되며, 장르 선정은 매년 달라진다. 전통적으로 출판된 책과 자비출판된 책 모두 자격이 있으며, 작가들은 수상 연도 동안 마케팅 및 홍보 지원을 받는다.
2021년, 이 상의 7회 시상에서 수상 작가는 미셸 굿(소설 파이브 리틀 인디언), 이터니티 마르티스(비문학 They Said This Would Be Fun), 에밀리 헵디치(미스터리 The Woman in the Attic)였다.
리브라 2와 동시에 코보 세이지도 새로운 최상위 모델로 소개되었다. 이 모델은 1440 × 1920 픽셀 해상도의 8인치 E-잉크 카르타 1200 디스플레이와 32GB 내장 메모리를 갖추고 있다. 블루투스 모듈과 USB-C 포트도 설치되었다. 또한 엘립사처럼 스타일러스로 장치에 메모를 남길 수 있다.

## 판매 및 시장 점유율
코보는 온라인과 오프라인 소매 채널을 통해 기기를 판매한다. 이 회사의 전략적 파트너십에는 청쿵그룹, WHSmith, Whitcoulls, FNAC, Livraria Cultura, 그리고 Eslite Bookstore가 포함된다. 코보는 호주 온라인 서점 Booktopia와 제휴했으며, 독립 서점들과 제휴하여 기기를 판매하는 프로그램도 운영한다.
2012년, 와이어드는 코보를 "아마존의 (전자책 시장에서) 유일한 글로벌 경쟁자"라고 명명했으며, 전 세계 시장의 20% 이상을 차지했다.
Kobo Inc.는 2014년에 전 세계 2,100만 명 이상의 독자로부터 수집한 전자책 독서 데이터를 발표했다. 이 데이터 중 일부는 영국 독자의 45%만이 베스트셀러 전자책인 골드핀치를 완독했다는 내용을 담고 있었다.
2018년 8월 기준으로 아마존의 Kindle eReader는 미국 전자책 시장에서 83.6%의 점유율을 차지했으며, Kobo는 13.4%의 점유율을 기록했다.

### 월마트와의 합작
2018년, 이 회사와 월마트는 월마트가 미국에서 코보 오디오북, 전자책 및 전자책 단말기를 판매할 수 있도록 계약을 맺었다. 이는 이 소매업체가 코보 전자책 단말기를 판매하기 시작하면서 전자책 사업에 처음으로 진출한 것이다. 월마트는 1,000개 이상의 매장에 전자책 단말기 스테이션을 설치했다. 그들의 전자책 웹사이트에는 600만 개 이상의 제목이 등록되어 있었다. 이 소매업체는 또한 월정액으로 오디오북 구독 서비스도 제공하기 시작했다.

### bol과의 합작
네덜란드에서 Bol.com은 코보 오디오북, 전자책, 전자책 단말기를 판매하는 계약을 맺었다.